# San Pablo de Borbur
Pour les articles homonymes, voir San Pablo.
San Miguel de Borbur est une municipalité située dans le département de Boyacá, en Colombie.